# جایزه کیوتو

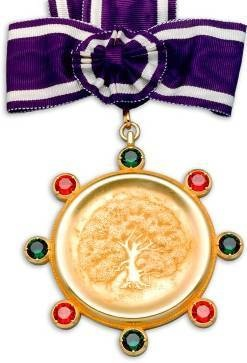
جایزه کیوتو

جایزه کیوتو (به ژاپنی: 京都賞) یک جایزه ژاپنی مشابه جایزه نوبل می‌باشد که به افراد برتر در زمینه فلسفه، هنر، علوم و فناوری اعطا می‌گردد؛ با این تفاوت که منتخبان، از بین افرادی انتخاب می‌شوند که علاوه بر سرآمد بودن در زمینه کاری خود، دستاوردهایی بشردوستانه نیز در کارنامه فعالیت خود داشته باشند. این جایزه توسط بنیاد ایناموری و از سال ۱۹۸۵ میلادی بنیان‌گذاری شد.